# Yves Mény
Pour les articles homonymes, voir Mény (homonymie).
Yves Mény, né le 17 mai 1943 à Goven en Ille-et-Vilaine, est un universitaire, chercheur en science politique français.
Ses travaux ont porté initialement sur l'évolution des institutions publiques, la réforme et la modernisation de l'État et la crise du modèle jacobin traditionnel, sous la poussée de la décentralisation et de la construction européenne. Ses recherches se sont orientées ensuite sur l'analyse politique comparative et l'analyse des politiques publiques dans les années 1980-90.

## Biographie

### Jeunesse et études
Yves Mény est titulaire d'un doctorat en droit, reçu en 1973.

### Parcours professoral
Après avoir obtenu son doctorat, Yves Mény est nommé professeur à l'université de Rennes. Il y demeure jusqu'en 1978, date à laquelle il obtient un poste à l'université d'Assas.
En 1987, il quitte Assas pour enseigner à l'Institut d'études politiques de Paris. Il y dispense des cours jusqu'en 1993. Il est certaines années visiting professor dans des universités étrangères, notamment à la New York University, mais aussi à l'université de Bologne et au Mexique. Il fut également professeur à l'Institut universitaire européen de Florence de 1979 à 1983.

### Autres fonctions
Il a créé le Robert Schuman Center for Advanced Studies du European University Institute en 1993.
Élu à la tête de l'Institut universitaire européen de Florence en 2001, il en fut le président de 2002 à 2009. De 2010 à 2012, il a été le président du conseil d'administration du Collegio Carlo Alberto à Turin. À partir de janvier 2014, il est devenu président du conseil d'administration de l'École supérieure Sainte-Anne de Pise. Il a succédé dans cette fonction à Giuliano Amato.
Il a été membre des comités éditoriaux de Gestion y Analisis de Politicas Publicas, de la Swiss Political Review, du Korean Journal of Policy Studies, de South European Society and Politics, de Politiques et Management Publique, de Stato e Mercato et de la Revue française d'administration publique.
Il est actuellement membre de des comités scientifique de Pouvoirs, de la Revue française de science politique, de West European Politics, de Regional and Federal Studies, du Journal of Public Policy et enfin du Journal of Common Market Studies.
Il a exercé de nombreuses responsabilités dans le domaine de la recherche en France et en Europe, en particulier, il a été membre de l'Advisory Board du Mannheimer Zentrum für Europaïsche Sozialforschung, Mannheim (1993 - 1996), de l'Advisory Board du Max-Planck Institut für Gesellschaftsforschung, Cologne (1996 - 2001), il a été membre de l'International Board of oversees Netherlands School of Public Administration (1999), du Conseil National d'évaluation des politiques publiques (1999 - 2001), Advisor to the 2001 Research Assessment Exercice (RAE) of the UK Higher Education Institutions. En 2004, il a été président du groupe d'expert établi par la Commission européenne "Foundations, Research and Development" (Report : Giving More for Research). En 2009, il a été le rapporteur du Panel of Independent Experts Reviewing the European Research Council.
De 2000 à 2003, il a été élu Chair of the Executive Committee of the pan-European Political Science professional organisation, E.C.P.R. (European Consortium for Political Research).
Ses publications incluent notamment un manuel de Politique Comparée publié en 1986 et traduit successivement en anglais, italien et grec ainsi qu'un manuel de Politiques Publiques en collaboration avec Jean-Claude Thoenig (PUF, Paris, 1989, traduction espagnole et italienne) et la Corruption de la République (Fayard, Paris, 1993).
Il a aussi publié des ouvrages en collaboration avec Vincent Wright (La riforma amministativa in Europa, 1994, Il Mulino, Bologna), avec Donatella della Porta (Democracy and Corruption, version anglaise, française, italienne et portugaise, 1996), avec Pierre Muller et Jean Louis Quermonne (Adjusting to Europe, Routledge, London, 1996), avec Martin Rhodes (The Future of European Welfare : A New Social Contract, Routledge, London, 1998) et Yves Surel (Par le peuple, pour le peuple - Populisme et démocraties, Fayard, Paris, 2000 et Democracies and the Populist Challenge, Palgrave, 2002, traduction polonaise). 
Son ouvrage Imparfaites Démocraties (Presses de SciencesPo, 2019) a été traduit en italien, anglais et portugais. Il a publié en 2021 Démocratie : l'héritage politique grec (trad. italienne 2022, Ariele Milano) et Mythes antiques pour demain (L'Harmattan, 2021) et enfin, aux Presses de SciencesPo, Sur la légitimité (2022). 
En collaboration avec Olivier Duhamel, il a publié un Dictionnaire constitutionnel en 1992 (PUF, Paris, traduction arabe).
Il est membre de l’Academia Europea, Honorary Member of the Royal Irish Academy et Docteur Honoris Causa de l’Université Panteion, Athènes.
Il est chevalier de l’Ordre du Mérite et a été nommé par le Président de la République Italienne Cavaliere della Repubblica di Gran Croce en 2009. Il a été fait chevalier de la Légion d'honneur en 2010[réf. nécessaire].

## Distinctions
- Chevalier de la Légion d'honneur (2010)
- Chevalier de l'ordre national du Mérite